# Karine Bremond
Karine Brémond (Aix-en-Provence, Francia, 17 de junio de 1975) es una nadadora retirada especializada en pruebas de estilo braza. Fue medalla de bronce en la prueba de 200 metros braza durante el Campeonato Europeo de Natación en Piscina Corta de 2000.
Representó a Francia en los Juegos Olímpicos de Atlanta 1996 y Sídney 2000.

## Palmarés internacional
| Campeonato Europeo de Natación | Campeonato Europeo de Natación | Campeonato Europeo de Natación | Campeonato Europeo de Natación |
| Año                            | Lugar                          | Medalla                        | Prueba                         |
| ------------------------------ | ------------------------------ | ------------------------------ | ------------------------------ |
| 2000                           | Helsinki (Finlandia)           | Medalla de bronce              | 200 m braza                    |